# Raymond V. Moore
Raymond V. „Duke“ Moore (* 19. April 1915 in San Francisco, Kalifornien; † 25. Februar 2003 in Sacramento, Kalifornien) war amerikanischer Großmeister, Hanshi, 10. Dan, und Pionier des Aiki-Jujutsu. Im Jahre 1932 begann er mit dem Unterricht im Boxen und Ringen.
Moore traf 1941 auf Ray Law und beginnt mit dem Unterricht in Judo und Jiu Jitsu. Bei George Yoshida begann er 1943 mit dem Judo-Unterricht. Ein Jahr später graduiert zum 1. Dan. Ju Jitsu und 1. Dan Judo (von George Yoshida). Er eröffnet sein erstes Dojo in San Francisco. Ray Law und Duke Moore gründeten 1947 die American Judo and Jujitsu Federation. Im Kyokushinkai Karate erhielt er 1957 von Ōyama Masutatsu den 1. Dan. 1965 verlieh Richard Kim ihm den 7. Dan Aiki-Jujutsu und 4. Dan Judo; Dai Nippon Butoku Kai. Das 9. Dan Aiki-Jujutsu. wurde Moore im Jahre 1975 verliehen. Am 25. Oktober 1980 wird er mit dem 10. Dan Aiki-Jujutsu ausgezeichnet. Er veröffentlicht sein Buch Fighting Spirit of Zen & Holistic Meditation.